# Entropia condicional
L'entropia condicional és una extensió del concepte d'entropia de la informació en processos on intervenen diverses variables aleatòries no necessàriament independents.

## Definició
Suposem que {\displaystyle \scriptstyle X} és una variable aleatòria sobre un espai de probabilitat {\displaystyle \scriptstyle \Omega \,} i {\displaystyle \scriptstyle A\subset \Omega } sigui un esdeveniment. si {\displaystyle \scriptstyle X} pren valors sobre un conjunt finit {\displaystyle \scriptstyle \{a_{i}|1\leq i\leq m\}}, Es defineix de manera natural l'entropia condicional de {\displaystyle \scriptstyle X} donat {\displaystyle \scriptstyle A} com:

{\displaystyle H(X|A)=\sum _{k=1}^{m}P(X=a_{k}|A)\ln P(X=a_{k}|A)}

De la mateixa manera si {\displaystyle \scriptstyle Y} és una altra variable aleatòria que pren valors {\displaystyle \scriptstyle b_{k}} es defineix l'entropia condicional {\displaystyle \scriptstyle H(X|Y)} com:

{\displaystyle H(X|Y)=\sum _{j}H(X|Y=b_{j})P(Y=b_{j})}

Es pot interpretar l'anterior magnitud com la incertesa de {\displaystyle \scriptstyle X} donat un valor particular de {\displaystyle \scriptstyle Y}, Amitjanat per tots els valors possibles de {\displaystyle \scriptstyle Y} ..

## Propietats[3]
- Trivialment s'esdevé que {\displaystyle \scriptstyle H(X|X)=0}
- {\displaystyle \scriptstyle H(X|Y)=H(X)} si {\displaystyle \scriptstyle X} i {\displaystyle \scriptstyle Y} són variables independents.
- Donades dues variables que prenen un conjunt finit de valors: {\displaystyle \scriptstyle H(X,Y)=H(Y)+H(X|Y)=H(X)+H(Y|X)}
- Com a conseqüència de l'anterior i que {\displaystyle \scriptstyle H(X,Y)\leq H(Y)+H(X)}, Es té: {\displaystyle \scriptstyle H(X|Y)\leq H(X)} .